# O’Shannassy Reservoir
Das O’Shannassy Reservoir ist ein kleiner Stausee im Süden des australischen Bundesstaates Victoria im Verlauf des O’Shannassy River, oberhalb der Kleinstadt McMahons Creek, ca. 80 km östlich von Melbourne. Der Stausee ist Teil der Trinkwasserversorgung von Melbourne. Das Wasser fließt unter Staudruck zum Silvan Reservoir und dann weiter zu Stau- und Verteilbecken im Raum Melbourne. Das O’Shannassy Reservoir ist mit 27 ha Fläche der kleinste Stausee, der von Melbourne Water betrieben wird. Sein Speicherraum beträgt nur etwa  3,1 Mio. m³, aber der Einzugsbereich ist sehr wasserreich, was zu einem durchschnittlichen jährlichen Durchfluss von ca. 80 Mio. m³/Jahr führt.
Der Ort wurde gewählt, weil er hoch genug liegt, um auch die höheren östlichen Vororte von Melbourne nur mit Hilfe des hydrostatischen Drucks zu versorgen. Das Umleitungswehr im O’Shannassy River und das Aquädukt zum Surrey Hills Reservoir in Melbourne wurden 1914 fertiggestellt. Das Umleitungswehr wurde 1928 durch den Stausee ersetzt. Der Bau der Yarra-Silvan-Leitungen in den 1950er-Jahren führte zu einem geringeren Bedarf an dem Aquädukt und 1997 wurde es außer Betrieb genommen.